# Сражение при Каллодене

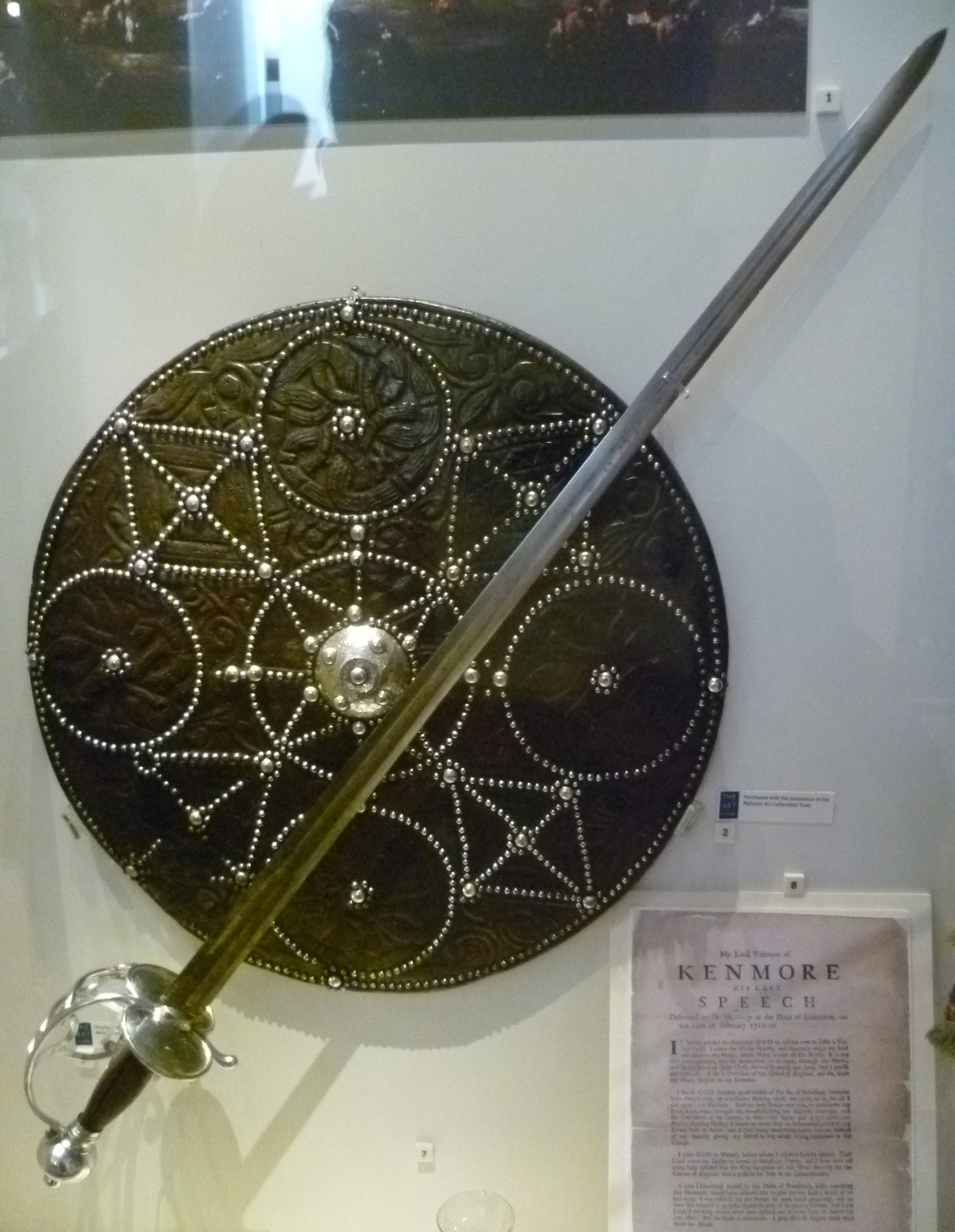
Шотландский палаш и тарджет горцев, 1715 год, Национальный музей Шотландии

Карта битвы при Каллодене.

Синие солдаты используют штыки как обычно. Красные используют новую тактику, специально разработанную против атаки горцев: солдаты смыкали строй и кололи штыком не противника прямо перед собой, а того, который нападал на солдата справа; тем самым удар штыком приходился в незащищенный щитом бок нападающего.

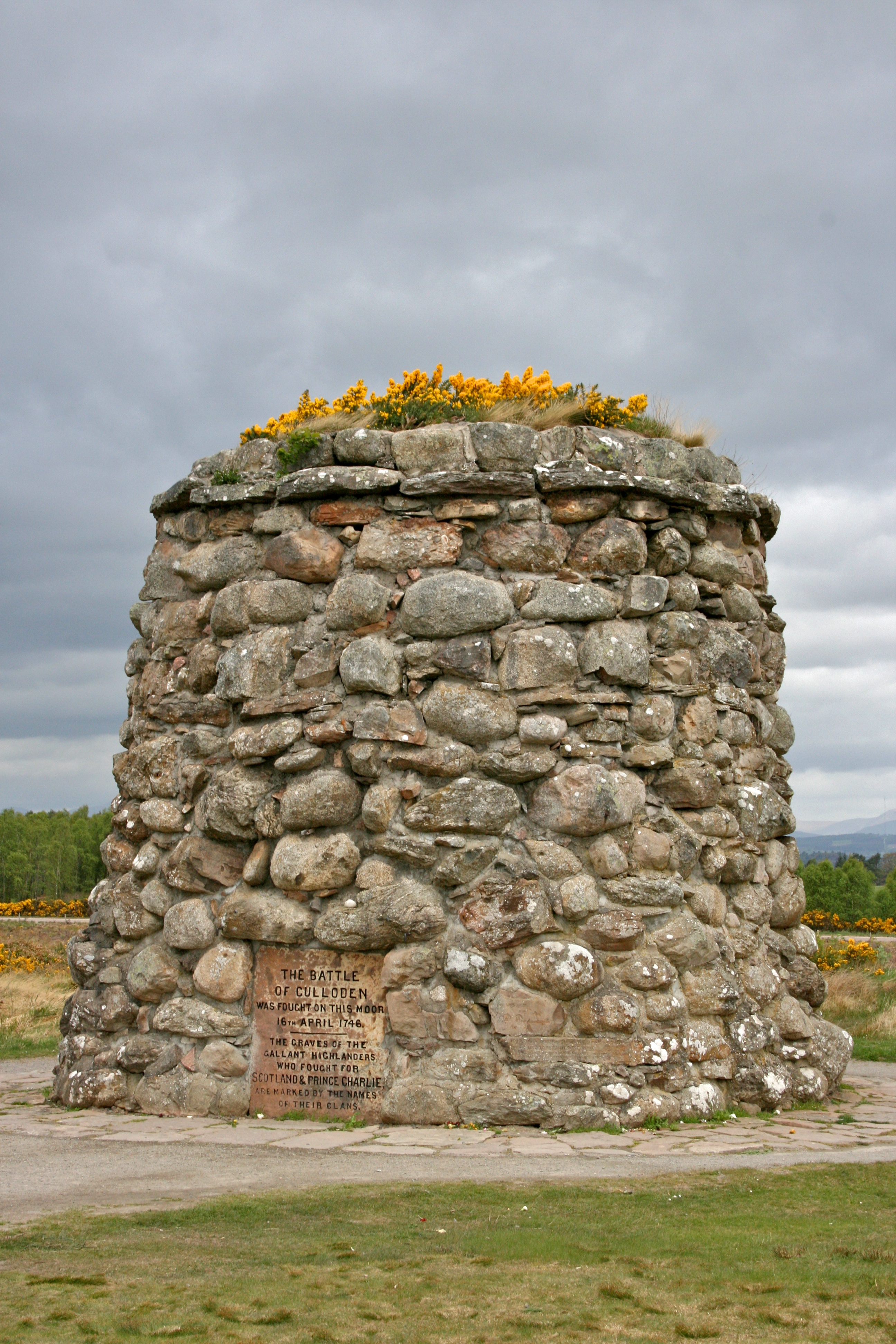
Мемориальная пирамида высотой 20 футов (6,1 м), 1881

Сражение при Каллодене (англ. Battle of Culloden) — сражение, произошедшее в ходе второго якобитского восстания 16 апреля 1746 года в окрестностях Каллодена, селения в северной Шотландии неподалёку от города Инвернесс, между сторонниками Карла Эдуарда Стюарта, претендента на британский престол, и правительственными британскими войсками под начальством герцога Камберлендского; якобиты были разбиты, сам Стюарт сумел спастись и скрыться во Франции. Сражение при Каллодене фактически поставило точку в Якобитском восстании. Оно также нанесло сильный удар по клановой системе Шотландии. Это было последнее крупное (генеральное) сражение на Британских островах.

## Ход битвы
Раннее утро 16 апреля застало армию якобитов, голодную и измученную неудачным ночным маршем, на болотистой покрытой вереском пустоши Drumossie Moor вблизи Каллодена. Местность не очень хорошо подходила для излюбленной тактики «атака горцев», но тем не менее командование якобитов решило дать бой именно здесь. Такое решение, по видимому, было продиктовано необходимостью защитить Инвернесс, фактическую столицу восставших. Якобиты построились в две линии, в первой находились представители горной Шотландии, во второй — батальоны лоулендеров, ирландский и французский контингенты, английские наемники.
Через некоторое время к полю битвы подошла правительственная армия и разместилась на поле в три линии батальонов с драгунами сзади и на флангах.
Битва началась примерно в час дня. Правительственные войска обстреливали ряды якобитов артиллерийским огнем в течение около получаса, практически без ответа со стороны якобитов. Наконец якобиты предприняли «атаку горцев». Однако их левое крыло нападавших вязло в болотистой почве, кроме того расстояние, которое им необходимо было преодолеть было больше, и к тому времени, когда они достигли противника, сражение уже было фактически закончено. Правительственные войска встретили нападающих огнем картечи. Это привело к тому, что когда якобитам удалось достичь левого крыла правительственных войск, они были уже обескровлены. Только небольшому числу якобитов удалось пробить первую линию правительственных сил. Резервы, вовремя подтянутые из второй линии правительственной армии, сумели остановить прорыв, и после непродолжительной схватки вся армия якобитов обратилась в бегство. Правительственные войска преследовали нападающих. В целом сражение продолжалось не более часа. Большинство раненых якобитов было добито прямо на поле битвы.

## Последствия
Сражение при Каллодене поставило фактическую точку во втором якобитском восстании. Принц Чарльз смог покинуть поле боя и, после некоторых скитаний по горной Шотландии, уплыл во Францию.
Поражение в битве при Каллодене привело к значительным репрессиям в отношении шотландских кланов, которые поддерживали Стюартов. С современной точки зрения эти действия могут рассматриваться как этнические чистки. Был также нанесен сильный удар по клановой системе: было запрещено ношение шотландской национальной одежды, килтов, за исключением солдат и офицеров правительственной армии.
Сражение при Каллодене было последним генеральным сражением на территории острова Великобритания.

## В культуре
В живописи
- Картина «An Incident in the Rebellion of 1745» (Инцидент восстания 1745-го) (1745 г.) Дэвида Морье, более известная как Битва при Каллодене.
- Картина «The Battle of Culloden» (1746 г.) Огастина Хекела

В кино
- «Каллоден (фильм)» (1964 г.) режиссёр — Питер Уоткинс.
- «Горцы» (1966 г.) — четвёртая серия четвёртого сезона британского сериала «Доктор Кто».
- «Погоня за оленем (фильм)» (1994 г.)
- «Чужестранка (сериал)» (2014 г.)

В музыке
- Песня «Battle Cry» британской хеви-метал группы Saxon.
- Песня «Culloden Muir» германской хеви-метал группы Grave Digger.
- Песня «Tam kde teče řeka Fleet» чешской группы Hakka Muggies[чеш.].
- Песня «Crua Chan» аргентинской группы Sumo[исп.].

В поэзии
- В своей поэме «Лахин-Ин-Гар[англ.]» английский поэт-романтик Джордж Байрон вспоминает погибших при битве при Каллодене. В переводе Валерия Брюсова следующие строки посвящены битве при «Кулодене»:

«Несчастные воины! разве видений,

Пророчащих гибель вам, вы не видали?»

Да! вам суждено было пасть в Кулодене,

И смерть вашу лавры побед не венчали!